# فرودگاه آوانگ
فرودگاه آوانگ (به انگلیسی: Awang Airport) (به زبان بومی: Paliparan ng Awang) یک فرودگاه همگانی مسافربری با کد یاتا CBO است که یک باند فرود آسفالت دارد و طول باند آن ۱۹۰۰ متر است. این فرودگاه در کشور فیلیپین قرار دارد و در ارتفاع ۵۸ متری از سطح دریا واقع شده‌است.

## شرکت‌های هواپیمایی و مقصدهای پروازی
| شرکت‌های هواپیمایی                      | مقصدهای پروازی      |
| -------------------------------------- | ------------------- |
| سبو پسیفیک                             | نینوی آکوئینو       |
| سبو پسیفیک اجرا توسط Cebgo             | مکتان-کبو، زامبونگا |
| فیلیپین ایرلاینز اجرا توسط PAL Express | نینوی آکوئینو       |